# خیابان سی تیر
خیابان سی تیر یا خیابان قوام‌السلطنه سابق با شماره‌گذاری معابر خیابان ۱۳۸۵ تهران خیابانی در منطقه ۱۲ شهر تهران است.
این خیابان از سمت جنوب از خیابان امام خمینی شروع و در شمال در تقاطع خیابان جمهوری و خیابان میرزا کوچک‌خان به پایان می‌رسد، خیابان سی تیر که از خیابان‌های قدیمی تهران محسوب می‌شود به دلیل قرار داشتن کلیسای انجیلی (پطرس مقدس)، کنیسه حییم و آتشکده زرتشتی آدریان (واقع در خیابان میرزا کوچک خان، امتداد خیابان سی تیر) به خیابان ادیان معروف است و نامش برگرفته از قیام ۳۰ تیر است. پیش از انقلاب ۱۳۵۷ این خیابان در بزرگداشت احمد قوام به نام خیابان قوام‌السلطنه نامگذاری شده بود.

## ساختمان‌های مهم
- موزه ملی ایران
- کلیسای انجیلی (پطرس مقدس)
- کنیسه حییم
- نیایشگاه آدریان
- موزه آبگینه و سفالینه
- موزه علوم و فناوری ایران
- بنیاد سینمایی فارابی
- هنرستان صنعتی تهران
- باشگاه افسران وزارت جنگ
- کافه گل رضائیه